# Przykop (Basses-Carpates)
Pour les articles homonymes, voir Przykop.
Przykop est une localité polonaise de la gmina de Padew Narodowa, située dans le powiat de Mielec en voïvodie des Basses-Carpates.